# Hockeria apani
Hockeria apani är en stekelart som beskrevs av Miktat Doganlar 1990. Hockeria apani ingår i släktet Hockeria och familjen bredlårsteklar.
Artens utbredningsområde är Turkiet. Inga underarter finns listade i Catalogue of Life.